# Tournon (Savoie)
Tournon település Franciaországban, Savoie megyében. Lakosainak száma 577 fő (2022. január 1.). Tournon Frontenex, Gilly-sur-Isère, Notre-Dame-des-Millières és Verrens-Arvey községekkel határos.

## Népesség
A település népessége az elmúlt években az alábbi módon változott:
| Lakosok száma | 587  | 606  | 625  | 611  | 602  | 592  | 583  | 575  | 577  |
|               | 2013 | 2015 | 2016 | 2017 | 2018 | 2019 | 2020 | 2021 | 2022 |